# Jula (Volk)
Die Jula sind ein Volk in Burkina Faso, Ghana, Elfenbeinküste, Mali und Guinea, das auch Dyula, Djoula, Joula, Kong, Kong Dyula, Kong Jula, Malinka, Wangara oder Yola genannt wird.
In der Elfenbeinküste leben ca. 253.000 der insgesamt ca. 599.000 Jula, in Burkina Faso ca. 245.000, in Mali ca. 76.000, in Ghana ca. 22.000 und in Guinea ca. 2.700. Die Jula gehören in der Regel dem Islam an. Verwandtschaften bestehen zu dem Völkern der Malinke-Jula Gruppe.